# Tikkoun leil Shavouot
Le tikkoun leil Shavouot (hébreu : תיקון ליל שבועות « réparation de la nuit de Chavouot ») est une veillée d’étude organisée lors de la nuit de la fête juive de Chavouot. Basée sur un enseignement du Zohar, elle est attestée pour la première fois au XVIe siècle et s’est depuis répandue dans l’ensemble des communautés juives.